# Svensk mesterskab i ishockey 1927
Det svenske mesterskab i ishockey 1927 var det sjette svenske mesterskab i ishockey for mandlige klubhold. Mesterskabet havde deltagelse af seks klubber og blev indledt i slutningen af februar 1927, men på grund af vejrliget kunne det først færdigspilles næste vinter med finale den 16. december 1927.
Mesterskabet blev vundet af IK Göta, som dermed vandt mesterskabet for fjerde gang men for første gang siden 1924. I SM-finalen vandt holdet med 5-4 over de forsvarende mestre fra Djurgårdens IF, som dermed tabte i finalen for tredje gang i alt. Finalen blev spillet på Stockholms Stadion under overværelse af ca. 500 tilskuere.

## Resultater
De tre bedste hold fra Klasse 1 i ishockey 1927 var direkte kvalificeret til semifinalerne, mens de tre øvrige tilmeldte hold i kvalifikationsrunderne spillede om den sidste semifinaleplads.

### Første kvalifikationsrunde
| Dato      | Kamp                       | Res. |
| --------- | -------------------------- | ---- |
| 26. febr. | Västerås SK - Karlbergs BK | 2–3  |

### Anden kvalifikationsrunde
| Dato    | Kamp                          | Res. |
| ------- | ----------------------------- | ---- |
| 8. dec. | Djurgårdens IF - Karlbergs BK | 6–3  |

### Semifinaler
| Dato     | Kamp                           | Res. |
| -------- | ------------------------------ | ---- |
| 13. dec. | IK Göta - Hammarby IF          | 5–3  |
| 13. dec. | Djurgårdens IF - Södertälje SK | 5–4  |

### Finale
| Dato     | Kamp                     | Res. | Tilsk.  |
| -------- | ------------------------ | ---- | ------- |
| 16. dec. | IK Göta - Djurgårdens IF | 5–4  | ca. 500 |

## Mesterholdet
IK Göta's mesterhold bestod af følgende spillere:
- Georg Brandius-Johansson (3. SM-titel)
- Gunnar Galin (1. SM-titel)
- Birger Holmqvist (3. SM-titel)
- Einar Lundell (4. SM-titel)
- Nils Mattsson (1. SM-titel)
- Åke Nyberg (3. SM-titel)
- Einar Svensson (4. SM-titel)